# Gullstånds
Gullstånds (Senecio paludosus) är en växtart i familjen korgblommiga växter.